# Jean-Baptiste Labat
Jean-Baptiste Labat (spesso chiamato semplicemente Père Labat; Parigi, 5 settembre 1663 – Parigi, 6 gennaio 1738) è stato un religioso, botanico ed esploratore francese, nonché scrittore, etnografo, militare, ingegnere e proprietario terriero.

## Biografia
Entrò nell'ordine dei domenicani all'età di vent'anni e venne ordinato al compimento degli studi di filosofia e teologia. Oltre alla predicazione, si dedicò all'insegnamento della filosofia e della matematica agli studenti laici a Nancy. Abbandonato l'insegnamento, si dedicò all'attività missionaria e per molti anni predicò in varie chiese della Francia.
Nel 1693, decise di dedicarsi all'attività missionaria all'estero, e ricevette il permesso, dal generale del suo ordine, di viaggiare nelle Indie Occidentali allora sotto la dominazione francese. Il 29 gennaio 1694 sbarcò in Martinica e gli venne affidata la parrocchia di Macouba (Macumba], dove rimase per due anni ampliandone la struttura e costruendo la chiesa.
Nel 1696 viaggiò in Guadalupa e venne nominato procuratore generale dei conventi domenicani delle Antille (Procureur syndic des îles d'Amérique) dopo il suo ritorno in Martinica.
Il governo francese lo nominò ingegnere in funzione delle sue competenze tecniche. In questa veste visitò le Antille Francesi, Olandesi e Inglesi da Grenada a Hispaniola. In questo ruolo si occupò di molti aspetti della società dei Caraibi compresa la schiavitù. Nel suo resoconto dell'anno 1698, Labat incluse le sue impressioni riguardo agli schiavi della Martinica: "La danza è la loro passione preferita e non credo che ci sia un popolo sulla faccia della terra più legato a questo aspetto. Quando il loro padrone non consentiva loro di ballare nella tenuta, si mettevano in viaggio per tre o quattro leghe, non appena terminavano il lavoro nella fabbrica dello zucchero il sabato, e si recavano in qualche posto dove si poteva ballare."
Labat non fu un semplice osservatore o un avversario della schiavitù, ma come proprietario della tenuta di Fonds-Saint-Jacques (nel nord, accanto ad un fiume dello stesso nome) e fondatore della parrocchia di François in Martinica, si applicò alla modernizzazione e allo sviluppo del settore dello zucchero su quest'isola e fu un proprietario che brutalizzò spesso i suoi schiavi.  Fonds-Saint-Jacques fu per diverso tempo un modello la imitare. In Martinica, la memoria di Labat è sopravvissuta nei termini: La Tour du père Labat ("mulino a vento"); les chaudières Père Labat (le caldaie di Père Labat), o le attrezzature di distillazione conosciute come type Père Labat.
Come ingegnere in Guadalupa, prese parte attiva nella sua difesa, quando il Regno Unito attaccò l'isola nel 1704. Labat si adoperò personalmente nell'uso dei cannoni. Nello stesso anno fu nominato Vice-Préfet Apostolique.
Nel 1706, venne inviato in Europa come vice del suo ordine. Ha trascorso diversi anni in Italia e partecipato ad una riunione dell'ordine a Bologna e presentò al generale un rapporto del suo lavoro. Labat era pronto a tornare in America, ma gli fu negato il permesso e tenuto a Roma per diversi anni. Tornò a Parigi nel 1716 dove visse nel convento in Rue Saint-Honore fino alla sua morte. Nel corso di questi anni, Labat cominciò a scrivere una lunga storia sulle Indie Occidentali. Il lavoro venne poi pubblicato in sei volumi a Parigi, nel 1722, con abbondanti illustrazioni realizzate da lui stesso (Nouveau Voyage aux isles Françoises de l'Amérique, Paris, 1722).

## Eredità
- In Martinica, Labat ideò nuovi metodi per la produzione dello zucchero, che rimasero in uso per molto tempo.
- Labat ebbe una grande reputazione come matematico e ottenne riconoscimenti sia come naturalista che come scienziato. Fece da assistente al botanico Charles Plumier nel suo lavoro, mentre si trovava nelle Indie Occidentali. Inserì nelle sue storie le osservazioni scientifiche e trattò in modo completo e accurato del suolo, degli alberi, delle piante, dei frutti e delle erbe delle isole. Egli narrò delle fabbriche allora esistenti e sottolineò i mezzi per lo sviluppo di relazioni commerciali.
- I suoi libri sull'America furono dei "best seller" all'epoca e sono: Nouveau voyage aux iles de l'Amerique (6 vols., Paris, 1722; 2d ed., 8 vols., 1742; traduzione in olandese, 4 vols., Amsterdam, 1725; in tedesco, 6 vols., Nuremberg, 1783-'7); e Voyage du Chevalier Demarchais en Guinee, iles voisines, et a Cayenne, fait en 1725, 1726, et 1727 (4 vols., Paris, 1730).
- Pubblicò lavori analoghi su altri paesi, attingendo le informazioni dalle note degli altri missionari. Le sue due opere sull'Africa divennero ben note:  Nouvelle relation de l'Afrique occidentale (Paris, 1728) e Relation historique de l'Ethiopie occidentale (Congo, Angola, Matamba, su scritti dell'italiano padre Cavazzi, Cap. (Paris, 1732).

Il genere della pianta tropicale Sapotaceae Labatia, descritto per la prima volta nel 1788, prese il nome di Labat. È stato mantenuto come entità distinta fino al 1930 quando venne unito al genere Pouteria. Nel 1972 è stato proposto di riconoscergli un nuovo genere chiamato Neolabatia, contenente sei specie precedentemente note come Labatia, ma questa classificazione è contestata.